# Ramblin' Boy
Ramblin' Boy är den amerikanske trubaduren Tom Paxtons första studioalbum, utgivet 1964. Albumet är producerat av Paul A. Rothchild och gavs ut på skivbolaget Elektra Records.
Albumet innehåller flera av Paxtons mest kända sånger som exempelvis titelspåret "Ramblin' Boy" , "The Last Thing on My Mind", "I Can't Help But Wonder Where I'm Bound" och "Goin' to the Zoo", som Paxton än idag (2007) ofta framför på konserter.
När Elektra Records återutgav Ramblin' Boy 2001 parades albumet ihop med Paxtons andra studioalbum Ain't That News! på en CD.

## Låtlista
Samtliga låtar skrivna av Tom Paxton, om inget annat anges.
1. "A Job of Work" - 2:44
2. "A Rumblin' in the Land" - 2:59
3. "When Morning Breaks" - 2:55
4. "Daily News" - 2:17
5. "What Did You Learn in School Today?" - 1:44
6. "The Last Thing on My Mind" - 3:05
7. "Harper" - 2:52
8. "Fare Thee Well, Cisco" - 3:04
9. "I Can't Help But Wonder Where I'm Bound" - 3:41
10. "High Sheriff of Hazard" (Tom Paxton/traditionell) - 2:10
11. "My Lady's a Wild Flying Dove" - 3:11
12. "Standing on the Edge of Town" - 1:43
13. "I'm Bound for the Mountains and the Sea" - 3:04
14. "Goin' to the Zoo" - 2:29
15. "Ramblin' Boy" - 3:59